# Liste der Naturschutzgebiete in Salzgitter
In Salzgitter gibt es fünf Naturschutzgebiete (Stand Oktober 2017).
| Name des Gebietes                              | Bild           | Kennung | WDPA   | Landkreis / Stadt                                                                | Beschreibung / Bemerkungen | Standort | Fläche in Hektar | Jahr der Verordnung |
| ---------------------------------------------- | -------------- | ------- | ------ | -------------------------------------------------------------------------------- | -------------------------- | -------- | ---------------- | ------------------- |
| Heerter See und Waldgebiet Heerter Strauchholz | weitere Bilder | BR 061  | 164109 | Stadt Salzgitter                                                                 |                            | Position | 323              | 1984                |
| Köppelmannsberg                                |                | BR 014  | 164206 | Stadt Salzgitter                                                                 |                            | Position | 6,70             | 1978                |
| Mittleres Innerstetal mit Kanstein             | weitere Bilder | BR 131  | 389624 | Landkreis Goslar, Stadt Salzgitter, Landkreis Wolfenbüttel, Landkreis Hildesheim |                            | Position | 555,78           | 2008                |
| Speckenberg                                    | weitere Bilder | BR 112  | 165609 | Stadt Salzgitter                                                                 |                            | Position | 8,16             | 1991                |
| Tagebau Haverlahwiese                          | weitere Bilder | BR 149  |        | Stadt Salzgitter                                                                 |                            | Position | 116,70           | 2016                |